# Lôh-Djiboua
Lôh-Djiboua ist eine Verwaltungsregion der Elfenbeinküste im Distrikt Gôh-Djiboua mit der Hauptstadt Divo. Sie wurde 2011 gegründet.
Laut Zensus 2014 leben in der Region 729.169 Menschen.
Die Region ist in die Départements Divo, Guitry und Lakota eingeteilt.